# Alexander Stocks
Alexander Lars Fares Stocks, född Alexander Lars Robert Pettersson 13 december 1979 i Askim, är en svensk skådespelare.

## Biografi
Stocks studerade vid Calle Flygare Teaterskola 1998–2000 och Teaterhögskolan i Göteborg 2000–2004. På TV har han synts i såväl Kommissarie Winter (2003) som c/o Segemyhr (1999). År 2007 var han med i filmen Hata Göteborg, där han spelade göteborgaren Isak.
Från hösten 2004 och fram till våren 2007 var han engagerad på stadsteatern i Helsingborg. Från hösten 2007 till hösten 2010 var han engagerad på Stockholms Stadsteater där han bland annat medverkade i Figaros bröllop,  De tre musketörerna, Pride och Fadren.

## Filmografi
- 2005 – Kärlek 2000
- 2007 – En spricka i kristallen (TV-serie)
- 2007 – Hata Göteborg
- 2008 – Oskyldigt dömd (TV-serie) – Fredrik
- 2010 – Snabba Cash
- 2011 – Hur många lingon finns det i världen?
- 2011 – Partaj
- 2012 – Äkta människor (TV-serie)
- 2012 – Arne Dahl: De största vatten (TV-serie) – Jan Strandgren
- 2013 – Kung Liljekonvalje av dungen – Joakim von Kruse
- 2014 – Tommy
- 2016 – Vårdgården (TV-serie) (gästskådespelare)

## Teater

### Roller (ej komplett)
| År   | Roll                 | Produktion                                                                         | Regi                 | Teater                   |
| ---- | -------------------- | ---------------------------------------------------------------------------------- | -------------------- | ------------------------ |
| 2002 |                      | Albert Speer David Edgar                                                           | Jasenko Selimović    | Göteborgs stadsteater    |
| 2004 | Rode                 | 3 systrar (Три сeстры, Tri sestry) Anton Tjechov                                   | Christian Tomner     | Helsingborgs stadsteater |
| 2004 | Prinsen              | Askungen, en saga för vår tid Gunilla Boëthius                                     | Anette Norberg       | Helsingborgs stadsteater |
| 2006 | Clifford Bradshaw    | Cabaret John Kander, Fred Ebb och Joe Masteroff                                    | Christian Tomner     | Helsingborgs stadsteater |
| 2006 | Håkan Håkansson      | Lavv Stefan Lindberg                                                               | Aslak Moe            | Helsingborgs stadsteater |
| 2007 | Querubin             | Figaros bröllop (La Folle Journée, ou Le Mariage de Figaro) Pierre de Beaumarchais | Philip Zandén        | Stockholms stadsteater   |
| 2009 | Jussac               | De tre musketörerna Alexander Mørk-Eidem                                           | Alexander Mørk-Eidem | Stockholms stadsteater   |
| 2010 | Läkaren Mannen Peter | Pride (The Pride) Alexi Kaye Campbell                                              | Gerhard Hoberstorfer | Stockholms stadsteater   |
| 2011 | Otto                 | Leva livet (Elsk mig i nat) Ida Maria Rydén och Ina Bruhn                          | Philip Zandén        | Chinateatern             |
| 2012 | Boris                | Nu är det klippt Robert Dröse                                                      | Robert Dröse         | Maximteatern och turné   |
| 2012 | Prinsen              | Snövit Robert Dröse                                                                | Robert Dröse         | Rival och turné          |